# Die Wohlgesinnten
Die Wohlgesinnten ist ein Tatsachenroman des Schriftstellers Jonathan Littell, der eine fiktive Biographie mit realen Ereignissen und Personen des Holocausts verbindet.
Der Amerikaner mit französischem Pass verfasste das 900 Seiten (deutsche Ausgabe 1400 Seiten) umfassende Werk in französischer Sprache. Es erschien im August 2006 unter dem Titel Les bienveillantes bei Éditions Gallimard in Paris und war auf Anhieb eine publizistische Sensation. Littell wurde, nachdem er bereits im Oktober von der Académie française mit dem Romanpreis prämiert worden war, am 6. November 2006 mit dem Prix Goncourt ausgezeichnet. Bis Ende 2007 wurden von der französischen Ausgabe 700.000 Exemplare verkauft. Die deutsche Ausgabe des Romans erschien am 23. Februar 2008 im Berlin Verlag, der sich die Übersetzungsrechte für 450.000 Euro sicherte. Die deutsche Startauflage von 120.000 Exemplaren war laut Verlag durch Vorbestellungen nahezu ausverkauft; reale Verkaufszahlen gibt es bisher allerdings nicht. In Israel ist das Buch im Mai 2008 auf Hebräisch erschienen. Ein Tel Aviver Verlag hat für 50.000 US-Dollar die Rechte erworben, was für Israel ein Rekordbetrag ist.
Der Titel bezieht sich auf den letzten Teil der Orestie von Aischylos mit dem Titel Die Eumeniden (deutsch: Die Wohlgesinnten). Aischylos redet damit jene auch als Erinnyen bezeichneten Rachegöttinnen aus der griechischen Mythologie auf wohlmeinende Weise an, um ihren Zorn zu beschwichtigen.

## Personen

### Fiktive Personen

#### Dr. jur. Maximilian Aue
Ich-Erzähler des Romans ist der ehemalige SS-Offizier Dr. iur. Maximilian Aue, der im Frankreich der 1980er-Jahre als Fabrikleiter lebt und seine Erinnerungen, insbesondere an die Zeit bei der SS während des Zweiten Weltkriegs, niederschreibt.
Aue, Jahrgang 1913, stammt aus dem Elsass, seine Mutter war Französin, sein Vater Deutscher, der bei den Freikorps im Baltikum kämpfte. Aue beherrscht Deutsch und Französisch. Aues Mutter ließ schließlich den Vater für tot erklären und heiratete erneut: den Franzosen Aristide Moreau. Max Aue, der von seinem Vater nur sehr wenig weiß, sieht diese Heirat als Verrat an seinem Vater, den er seiner Mutter nie mehr verzeihen wird. Außerdem hasst er seine Mutter und seinen Stiefvater Moreau, weil diese ihn von seiner Zwillingsschwester getrennt haben, nachdem sie entdeckt hatten, dass Max zu seiner Schwester Una (lat. die „Eine“) eine inzestuöse Beziehung hat. Diese ist zum Zeitpunkt der Geschehnisse im Buch mit dem (fiktiven) Komponisten Karl Berndt Egon Wilhelm Freiherr von Üxküll verheiratet.
Aue erklärt seine Homosexualität damit, dass für ihn nach seiner großen Liebe zu seiner Schwester keine andere Frau mehr in Frage kommt. Seine spätere Frau nach dem Krieg, mit der er Zwillinge hat, liebt er nicht. In die SS trat er ein, um sich an seiner französischen Mutter zu rächen. Seine Homosexualität muss Aue in der SS geheim halten, kann aber gelegentliche bösartige Gerüchte nicht verhindern und muss sich von Heinrich Himmler sein Junggesellendasein vorhalten lassen.
Er steigert sich im Verlaufe des Romans – wie Aue andeutet, vielleicht auch wegen der Kriegsereignisse – immer stärker in seiner Phantasie in diese vergangene Beziehung zu seiner Schwester und in den Hass auf seine Mutter hinein.
Im Krieg kommt Aue an wichtigen osteuropäischen Kriegsschauplätzen zum Einsatz. Er führt mit den Einsatzgruppen einen grausamen Vernichtungskrieg gegen Juden und andere „Feinde“, erlebt Pogrome und die Massenerschießung von Babyn Jar, die Schlacht von Stalingrad und das Konzentrationslager Auschwitz, zuletzt die Eroberung Berlins durch die Rote Armee, bevor er fliehen kann.
Er beschreibt den Holocaust als Täter, erlebt Eichmann, Himmler und viele andere weniger prominente Nazis auch von ihrer privaten Seite.
Während seines Aufenthalts in Antibes in Frankreich bei seiner Mutter und seinem Stiefvater werden beide auf ungeklärte Art und Weise ermordet. Deshalb nehmen die Kriminalbeamten Clemens und Weser seine Spur auf. Sie bleiben ihm bis zuletzt auf den Fersen, obwohl sie als Kriminalpolizisten ebenfalls zur SS gehören und Himmler Aue, weil „rassenrein, von einigen alpinen Einflüssen abgesehen“, für unschuldig hält (oder wegen Aues Bedeutung halten will). Da Aue letztlich weder wegen Muttermordes noch wegen seiner Beteiligung am Völkermord gerichtet wurde, ist er, nach Meinung eines Kommentators, zu einem endlosen Verfolgtwerden durch die Erinnerung verdammt und er bekennt: „Die Vergangenheit ist nie vorbei“.

#### Dr. Thomas Hauser
Durch Dr. Thomas Hauser kommt Aue zum SD, einer Unterabteilung der SS. Hauser ist der Prototyp des SS-Mannes: er wirkt gerissen und zynisch. Sein Weltbild ist vom Führerprinzip bestimmt, er ist nicht intellektuell und schöngeistig, sondern versucht mit allen Mitteln, seine Karriere voranzutreiben. Er scheint immer einen Ausweg parat zu haben und rettet Aue mehrfach das Leben, stets auf Kosten anderer.
Die Beziehung Hausers zu Aue wird nicht völlig geklärt, Hauser hat aber Respekt vor Aue.
Durchgehendes Motiv ist die Frage der Beförderung: Immer dann, wenn Aue – oft unerwarteterweise – befördert wird und einen höheren Dienstgrad erlangt, ist ihm Hauser bereits wieder einen Schritt voraus. Am Ende in Berlin, kurz vor dem Zusammenbruch des Reiches, betrügt Aue ihn, tötet seinen Freund und stiehlt die französischen Pässe, mit deren Hilfe Thomas fliehen wollte.

#### Dr. Mandelbrod
Aue erklärt, dass Mandelbrod, wie Alfred Rosenberg, trotz des jüdisch klingenden Namens, aus alter deutscher Familie stamme. Sein Vater arbeitete einst für Mandelbrod, deshalb ist ihm dieser freundlich gesinnt. Mandelbrods Geschäftskompagnon ist „Herr Leland“. Beide halfen Aues Familie nach dem Verschwinden des Vaters. Mandelbrod und „Herr Leland“ sind einflussreiche Industrielle, gehören zum Freundeskreis Himmler und sind im Führungsstab der Reichsgruppe Industrie. Außerdem sitzen sie in der Reichsvereinigung Kohle. Aues Freund Thomas deutet geheimnisvoll an, dass die beiden mächtiger als die SS sein könnten.
Mandelbrod gibt sich als fanatischer Nationalsozialist. Dessen Prinzipien hätten eigentlich die Juden entdeckt, der Begriff „Nationalsozialismus“ sei von Moses Hess geprägt worden. Aufgrund ihrer reinen Rasse seien die Juden die einzigen ernst zu nehmenden Gegner des deutschen Volkes. Sie müssten daher völlig ausgerottet werden. Als Aue diese Ansichten von Mandelbrod seinem Freund Thomas berichtet, hält es dieser für möglich, dass Mandelbrod solches nur deshalb verbreitet, weil man damit im NS-Staat besser vorankomme.
Die Beschreibung Mandelbrods trägt teilweise phantastische Züge. Er scheint ein unnatürlich hohes Alter erreicht zu haben, kann sich nur noch in einem Elektrofahrzeug fortbewegen, wird von drei blonden Damen in schwarzen SS-Uniformen betreut, die sich gegenseitig wie Klone gleichsehen. Außerdem macht er mit starken Blähungen seinen Besuchern das Leben schwer.

#### Kriminalpolizisten Clemens und Weser
Sie verdächtigen Aue, seine Mutter und seinen Stiefvater ermordet zu haben, und verfolgen ihn, ähnlich Erinyen, bis zum Schluss. Sie gehören, wie die gesamte Kriminalpolizei, zur SS.

### Reale Personen
Neben fiktiven Figuren treten im Roman reale Personen des nationalsozialistischen Regimes auf wie als besonders bekannte Personen Adolf Eichmann, Heinrich Himmler, Reinhard Heydrich, Hans Frank, Auschwitzkommandant Rudolf Höß und Adolf Hitler (dem der Protagonist im Führerbunker in die Nase beißt) oder weniger bekannte wie Theodor Oberländer. Der Schriftsteller Ernst Jünger hat einen kurzen Auftritt.
So erscheinen auch mehrere Angeklagte des späteren Einsatzgruppen-Prozesses. Viele dieser Personen hatten akademische Titel, die in dem Roman genannt werden.

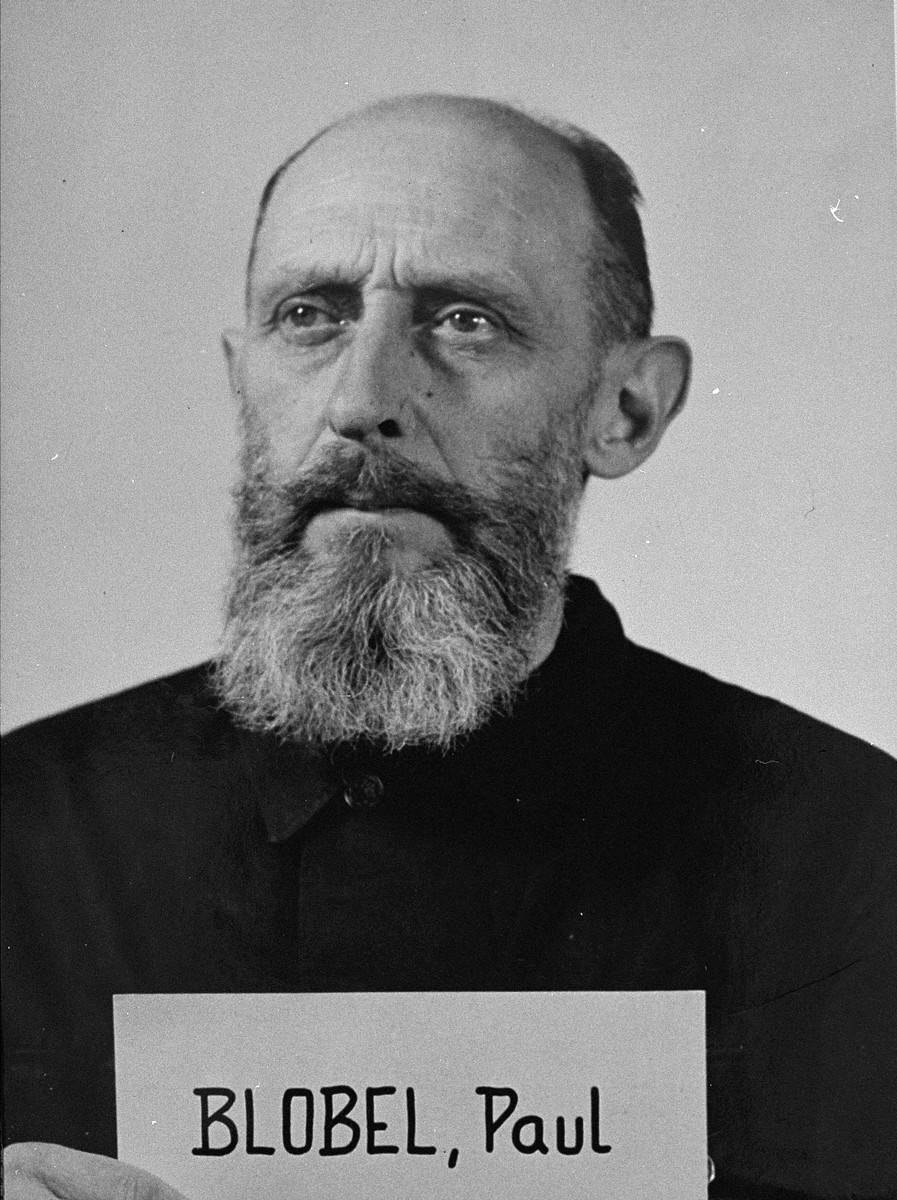
Paul Blobel, Juli 1947

- SS-Gruppenführer Otto Ohlendorf – Todesstrafe, am 7. Juni 1951 hingerichtet
- SS-Brigadeführer Prof. Dr. Franz Six – 20 Jahre Haft, am 3. November 1952 vorzeitig entlassen und danach Marketingleiter bei Porsche-Diesel Motorenbau
- SS-Brigadeführer Dr. Dr. Otto Rasch – am 5. Februar 1948 wegen Krankheit aus dem Verfahren ausgeschieden
- SS-Standartenführer Paul Blobel – Todesstrafe, am 7. Juni 1951 hingerichtet
- SS-Standartenführer Willi Seibert – Todesstrafe, 1951 zu 15 Jahren Haft umgewandelt
- SS-Obersturmbannführer Werner Braune – Todesstrafe, am 7. Juni 1951 hingerichtet
- SS-Obersturmbannführer Adolf Ott – Todesstrafe, 1951 in lebenslängliche Haft umgewandelt, entlassen 9. Mai 1958. – Diese Person erscheint nicht. Es gibt im Roman aber einen „Untersturmführer Ott“, der, nachdem er eine Gräueltat begangen hat, von einem Sanitäter getötet wird.
- SS-Sturmbannführer Waldemar von Radetzky – 20 Jahre, 1951 entlassen
- SS-Obersturmführer Heinz Schubert – Todesstrafe, 1951 zu 10 Jahren Haft umgewandelt. Gilt im Roman als Nachfahre des Komponisten Franz Schubert.

Außerdem:
- Jurist und SS-Brigadeführer Dr. Walther Bierkamp
- SS-Standartenführer Erwin Weinmann
- SS-Hauptsturmführer Kuno Callsen (Prozess 1968 in Darmstadt)
- SS-Obersturmführer August Häfner – Zeuge im Einsatzgruppen-Prozess, 1968 in Darmstadt zu einer neunjährigen Haftstrafe verurteilt und 1976 entlassen.
- SS- und Polizeiführer Odilo Globocnik
- SS-Obergruppenführer Friedrich Jeckeln
- Generalmajor Kurt Eberhard
- General Werner von Gilsa
- Hauptmann Dr. phil. und Dr. theol. Hans Koch (Abwehr)
- Dr. Helmut Knochen
- SS-Brigadeführer Dr. med. Max Thomas. Aue stellt ihn vor als jemanden, der Englisch, Französisch, Griechisch und Latein spricht. Als promovierter Mediziner kümmert sich Thomas um die psychologischen Beschwerden der SS.
- Otto Bräutigam, hochrangiger Beamter im Reichsministerium für die besetzten Ostgebiete und später im Auswärtigen Amt
- Ernst-August Köstring, General und Beauftragter für Kaukasusfragen
- SS-Sturmbannführer Wolfgang Reinholz
- Im Zusammenhang mit der Entwicklung der Gaswagen tritt Dr. Widmann auf, der über Dr. Heeß und Heeß’ Amtschef SS-Gruppenführer Nebe berichtet.
- Ernst Jünger (Schriftsteller und Offizier)
- Bei Aues erstem Besuch im KZ Auschwitz trifft dieser auf den SS-Arzt Josef Mengele
- Richard Korherr, Verfasser des Korherr-Berichts für Heinrich Himmler
- Richard Glücks, SS-Gruppenführer und Leiter der Inspektion der Konzentrationslager
- Arthur Liebehenschel, Lagerkommandant des Stammlagers des Konzentrationslagers Auschwitz und im Krakauer Auschwitzprozess zum Tode verurteilt
- Gerhard Maurer, stellvertretender Leiter der Amtsgruppe D im SS-Wirtschafts- und Verwaltungshauptamt und im Krakauer Auschwitzprozess zum Tode verurteilt
- Enno Lolling, SS-Arzt im KZ Dachau und im KZ Sachsenhausen
- Oswald Pohl,  SS-Obergruppenführer und Leiter des SS-Wirtschafts-Verwaltungshauptamts, im Prozess gegen das Wirtschafts-Verwaltungshauptamt der SS zum Tode verurteilt
- Hermann Höfle, SS-Sturmbannführer und in führender Funktion an der Aktion Reinhardt beteiligt
- Konrad Morgen, SS-Richter, untersuchte Korruption in Konzentrationslagern
- Kurt Claasen, an der Aktion Reinhardt beteiligter SS-Hauptsturmführer
- Georg Wippern, an der Aktion Reinhardt beteiligter SS-Sturmbannführer
- Eduard Wirths, SS-Arzt im KZ Auschwitz
- Hedwig Höß, Gattin von Rudolf Höß
- Fritz Schmelter, Jurist und Beamter in der Organisation Todt
- Walter Schellenberg, SS-Brigadeführer
- Heinrich Müller, SS-Gruppenführer und Chef IV im RSHA
- Dieter Wisliceny, SS-Hauptsturmführer und Judenberater Eichmanns
- Otto Winkelmann, SS-Obergruppenführer und General Waffen-SS, in der BRD CDU-Kommunalpolitiker
- Richard Baer, SS-Sturmbannführer und Lagerkommandant Auschwitz, später Hauptangeklagter im Frankfurter Auschwitzprozess

Frankreich (Schriftsteller):
- Robert Brasillach
- Louis-Ferdinand Céline
- Charles Maurras
- Lucien Rebatet

Zahlreiche weitere Personen aus Politik, Militär und SS treten nicht selbst auf, werden aber näher erwähnt:
- Arno Schickedanz
- SS-Brigadeführer Gerret Korsemann

Als Juden und NKWD-Funktionäre werden 1941 hingerichtet Wolf Kieper und Moses Kogan. Ebenso werden Joel Brand (im Buch als Brandt) und Rudolf Kasztner (im Buch als Kastner) erwähnt.
Von Aue erwähnte oder zitierte Historiker:
- Alan Bullock (Biograph von Hitler und Stalin)
- Raul Hilberg
- Hugh Trevor-Roper (Autor von „Hitlers letzte Tage“)

### Orientierung an realen Einzelpersonen
Der Roman greift damit auch in Diskussionen um real existierende Personen des NS-Regimes ein.

#### Theodor Oberländer
1960 wurde der Bundesminister für Vertriebene Theodor Oberländer in der DDR wegen Beteiligung an Judenmorden in Abwesenheit zu lebenslangem Zuchthaus verurteilt. Er trat daraufhin zurück, obwohl es in der Bundesrepublik Deutschland zu keiner Verurteilung kam. Im Roman (also in der Darstellung des Ich-Erzählers Max Aue) erklärt Professor Theodor Oberländer, dass die stalinsche Politik der „Entkulakisierung“ und die von ihm sogenannte „geplante Hungersnot 1932“ ein wahrscheinlich erfolgreicher Versuch gewesen sei, ein Gleichgewicht zwischen verfügbarem Raum und der konsumierenden Bevölkerung herzustellen. In einem ukrainischen Speiserestaurant kommt es zu einem Wortwechsel zwischen Oberländer, Berater des Bataillons „Nachtigall“, und dem (fiktiven) SS-Offizier Thomas Hauser. Oberländer spricht sich für die OUN-B, eine nationalistische ukrainische Organisation unter Stepan Bandera, aus, während Thomas Hauser auf den „verlässlicheren“ Melnyk, Führer der OUN-M, setzt. Gegen Oberländer wendet Thomas als Vorwurf, dass die OUN erst kürzlich unter dem Druck Stalins sich stärker antisemitisch gebe.
Im Roman kennt der fiktive Erzähler Oberländer über Professor Dr. Reinhard Höhn.

#### Otto Ohlendorf

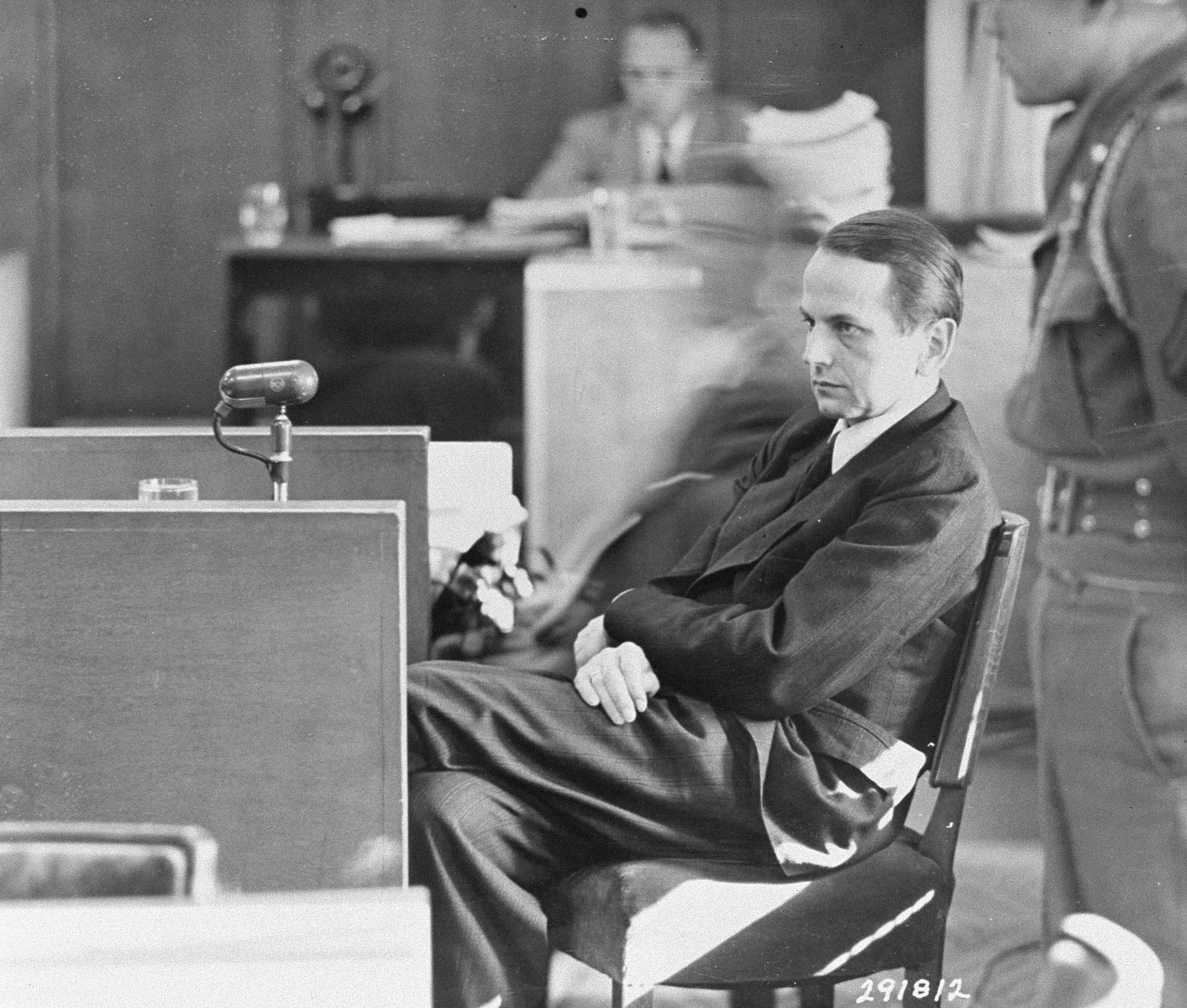
Ohlendorf bei den Nürnberger Prozessen

Otto Ohlendorf gestand in den Nürnberger Prozessen die Ermordung von 90.000 Menschen, wofür er zum Tod verurteilt und 1951 gehängt wurde. Es hatte Gnadengesuche gegeben, weil Ohlendorf noch während des Krieges im Reichswirtschaftsministerium an Planungen zur wirtschaftlichen Nachkriegsordnung beteiligt war. In der Erläuterung zum Urteilstext wird Ohlendorf als ein „Dr. Jekyll und Mr. Hyde“ bezeichnet.
In Littells Roman wird (durch den Erzähler Max Aue) Ohlendorf als ein Intellektueller geschildert, der gegen seinen Willen zum Einsatzgruppenkommandeur ernannt wird, wohl weil sein Verhältnis zu Himmler und Heydrich gespannt ist. Ohlendorf aber hält die Ermordung der Juden für notwendig und die Zigeuner für „mindestens“ genau so gefährlich. Humanere Lösungen wie Umsiedlung nach Madagaskar oder nach Sibirien ließen sich wegen der Kriegslage nicht mehr durchführen. Feinde des Reiches könnten in einem totalen Krieg nicht mehr ernährt werden. Dem „totalitären“ italienischen Faschismus stellt Ohlendorf positiv die Volksgemeinschaft des Nationalsozialismus entgegen. Das Volk und der Mensch müssten im Mittelpunkt der Wirtschaft stehen, insoweit hätte Karl Marx recht gehabt. Ohlendorf räumt ein, dass es im Nationalsozialismus auch eine Vergötterung des Staates und eine mittelstandsfeindliche Politik gebe, die es zu bekämpfen gelte.

#### Albert Speer
Im Roman wird durch den Ich-Erzähler Aue die Frage angesprochen, ob Albert Speer Himmlers Posener Reden beigewohnt hatte oder, wie Speer nach dem Krieg aussagte, noch vor der Rede abreiste. Aue kann sich nicht mehr genau erinnern, so dass die Frage im Roman offenbleibt.

## Inhalt
Die einzelnen Kapitel (Toccata, Allemande, Courante, Sarabande, Menuet en rondeaux, Air, Gigue) entsprechen in Bezeichnungen und Abfolge den Tanzsätzen einer barocken Suite; nur das erste Kapitel fällt etwas aus dem Rahmen, da es eine Toccata als Ouvertüre vorsieht, was im Barock unüblich war, aber z. B. bei Orgelsuiten der Romantik vorkommt. Littell bezieht die Überschriften in seinem Brief an die Übersetzer ausdrücklich auf Bach.

### Toccata
Maximilian Aue, ehemals Offizier der Einsatzgruppen, schildert, wie es ihm gelang, mit einer falschen Identität in Frankreich als Direktor in einer Spitzenfabrik Fuß zu fassen. Er ist verheiratet und hat Kinder, nämlich Zwillinge.
Aue behauptet: „Ich bereue nichts, ich habe meine Arbeit getan. Das ist alles.“ Er schreibe das Buch zum Zeitvertreib und um vielleicht für den Leser und für sich ein paar dunkle Punkte zu klären. An anderer Stelle nennt er die Suche nach Wahrheit. Gegen Ende des Kapitels spricht er davon, dass seine „ehrlichen Absichten“ für ein Werk benutzt worden seien, das sich als „schlecht und verderblich“ erwiesen habe.
Aue relativiert die Verbrechen. So setzt er nach Zahlen von Raul Hilberg die Zahl der von den Deutschen im Osten Getöteten ins Verhältnis zu den im Osten umgekommenen Deutschen und kommt zum Ergebnis, dass für den Algerienkrieg ein ähnliches Ergebnis herauskomme.
Er fragt rhetorisch, weshalb nach den Nürnberger Prozessen sein Vorgesetzter Rudolf Brandt gehängt wurde, nicht aber dessen Vorgesetzter Karl Wolff, warum Julius Streicher und nicht von dem Bach-Zelewski? Aue verweist auch auf Nachkriegskarrieren von ehemaligen SS-Leuten wie Paul Carell und darauf, dass dieser es geschafft habe, in seinem mehrbändigen historischen Werk „Unternehmen Barbarossa“ über den Russlandfeldzug kein einziges Mal das Wort „Jude“ zu verwenden.
In diesem Kapitel geht er, für den Erstleser hier noch nicht ersichtlich, auf einige spätere „private“ Taten ein und verweist dabei auf die psychologischen Auswirkungen der Kriegsgräuel. Aue leidet nach wie vor unter psychosomatischen Beschwerden. Sein Leben nach dem Kriege schildert er als langweilig und freudlos. Zuletzt beteuert er: „Ich bin ein Mensch wie ihr!“

### Allemande I und II
Aue wird in einer Einsatzgruppe an der Ostfront – im Kaukasus und auf der Krim – eingesetzt. Er wohnt nicht nur Massakern an Juden bei, sondern tötet mehrfach selbst. Seine Schwester befragt ihn später nach seiner Tätigkeit bei den Einsatzgruppen. Aue gibt an, Gnadenschüsse abgegeben zu haben. Alle seien aber gleich verantwortlich, ob sie selbst töteten oder nur beiwohnten.
Im Einzelnen schildert Aue, wie im Gefolge der 6. Armee die SS mit dem SD nach Russland vordringen. Auftrag ist es, Feinde des Reiches, insbesondere Juden, im Hinterland zu vernichten. „Für die Juristen unter Ihnen“ wird erklärt, dass die Sowjetunion den Genfer Konventionen nicht beigetreten sei, so dass an der Ostfront andere Regeln herrschten als an der Westfront. In dem durch den deutschen Angriff zerstörten Land finden die Truppen auch Opfer von Massenmorden, die der NKWD vor seinem Abzug begangen hat. Aue wird von einem SS-Kollegen erklärt, dass Juden und NKWD dasselbe seien.
Aue wird Zeuge des Pogroms 1941 im Ghetto Lemberg. Die deutsche Besatzung kommt ihrer kriegsrechtlichen Pflicht, die zivile Bevölkerung zu schützen, nicht nach. Im Gegenteil, unter der Bezeichnung „Aktion Petliura“ wird das Massaker von höherer Stelle unterstützt (Petljura ist 1926 von einem Juden wegen seiner (historisch umstrittenen) Rolle bei Pogromen im Pariser Exil getötet worden). Mehrfach werden im Roman die blau-gelben Armbinden der Mörder erwähnt, also die Nationalfarben auch der heutigen Ukraine.
Bald ermordet die SS die Juden selbst, zuerst nur die männlichen, dann alle. Aue schildert auch die historisch belegte Szene, dass es zu Unmut bei der SS kommt, als in der Mittagspause zwischen den Morden Blutwurst auf dem Speiseplan steht. Aue nimmt an dem Massenmord von Babyn Jar teil. Aue schildert die psychosomatischen Beschwerden der SS, einige lassen sich nach Deutschland zurückversetzen, um dem Massenmord auszuweichen, andere begehen Selbstmord, wieder andere sind besonders sadistisch, was Aue ebenfalls als ein Symptom von Überforderung deutet. Auch der Einsatz von zu Gaswagen umgebauten Saurer-Lkws macht das Morden für die Mörder nicht leichter.
Andererseits klappt die Zusammenarbeit mit der Wehrmacht gut, auch wenn diese es nicht gerne sieht, wenn sich Soldaten als Freiwillige zur Mithilfe melden. General von Manstein geht auf Abstand, was ihm von dem SS-Offizier Blobel im Roman den Vorwurf der Scheinheiligkeit einbringt.
Zum Kriegsverlauf schildert Aue das rasche Vordringen der deutschen Truppen. Allerdings töten Sprengstoffanschläge deutsche Soldaten im Hinterland. Unklar ist, ob diese Bomben durch Zeitzünder oder durch Agenten im Hinterland ausgelöst werden. Aue ist besorgt, weil er erkennt, dass für einen Winterkrieg keine Vorkehrungen getroffen worden sind.
Schließlich schicken die SS-Vorgesetzten den psychosomatisch kranken Aue nach Jalta für zwei Monate zur Kur. Dort trifft er Ohlendorf und wird von ihm in den Kaukasus versetzt.
Zurück aus der Kur wird die Frage der Bergjuden innerhalb der SS heftig diskutiert. Die zunehmend schwierige Lage der deutschen Kriegsführung legt nahe, keine neuen Feinde bei der Bevölkerung zu schaffen. Die Wehrmacht regt daher an, die „Bergjuden“ des Kaukasus, ähnlich wie schon die Karäer, aus der Verfolgung auszunehmen, da sie zwar religiös, aber nicht rassisch Juden seien. Aue und andere SS-Leute unterstützen diese Position und können sich nach langwierigen sprachwissenschaftlichen, volks- und rassenkundlichen Verhandlungen unter Hinzuziehung von Schädelmaßen der betroffenen Völkerschaften gegen diejenigen SS-Leute, darunter Aues Vorgesetzten, durchsetzen, die auch die Bergjuden als Reichsfeinde vernichten wollen.
Doch dies ist für Aue ein bitterer Erfolg, denn sein SS-Vorgesetzter Dr. Bierkamp versetzt ihn aus Rache zur in Stalingrad bereits eingekesselten 6. Armee (per Flugzeug).

### Courante
Belagerung und Schlacht von Stalingrad. Aue erlebt den Untergang der 6. Armee, die zuvor unter General von Reichenau an den Verbrechen der SS beteiligt war. Die Soldaten hoffen, dass „der Manstein kommt“, doch Aue weiß, dass den Soldaten vorenthalten wird, dass von Manstein das Kommando längst abgegeben hat, und dass der Entsatzangriff von General Hoth bereits gescheitert ist.
Aues Freund Thomas erklärt ihm, dass Unabkömmliche, wie Thomas selbst, eine Chance hätten, ausgeflogen zu werden. Aue sei offensichtlich nicht unabkömmlich, sonst hätte man ihn nicht nach Stalingrad abkommandiert. Die Soldaten der mit Deutschland verbündeten Staaten, etwa die ukrainischen Hiwis, hätten keine Chance, sie würden von den Sowjets nach Gefangennahme als Verräter erschossen.
Aue besichtigt eine Stellung, wo ein russischer Soldat mit Bauchschuss im Sterben liegt und laut nach seiner Mutter ruft. Aue denkt an seine eigene Mutter und bekommt einen Hassanfall auf diese. Er kann ihr nicht verzeihen, dass sie seinen Vater, der seit dem Anfang der 1920er Jahre verschollen ist, für tot erklären ließ und nochmals heiratete. Dieser Hass geht bis auf Aues Kindheit zurück. Aue überlegt, ob unter dem Kriegseinfluss diese Hassschübe häufiger und stärker werden.
Aue fragt, weshalb der tödlich verletzte Russe keinen Gnadenschuss bekommt. Er weiß also nicht, dass für so etwas in Stalingrad keine Patrone mehr verwendet wird, und gibt sich so als Nichtsnutz zu erkennen. Ein kroatischer Hauptfeldwebel hätte ihn getötet, wenn nicht Aues ukrainischer Leibwächter die Lage wieder entschärft hätte.
Bei russischen Kriegsgefangenen, die nichts mehr zu essen bekommen, kommt es zu Kannibalismus, bald darauf auch bei deutschen Soldaten. Ersteres wird noch als die wahre Natur der Russen angesehen, letzteres schockiert die Heeresführung. Die beteiligten Soldaten werden unauffällig hingerichtet.
Ein mit Aue befreundeter Dr. Hohenegg nutzt die Gelegenheit für wissenschaftliche Untersuchungen, indem er Leichen auftauen lässt und untersucht, was in verhungernden Menschen vorgeht. Er stellt fest, dass unwichtigere Organe vom Körper verdaut werden, andere Organe nehmen aber an Größe sogar noch zu. Nach Hoheneggs Berechnungen sterben die Soldaten früher an Hunger, als nach den Essensrationen eigentlich zu erwarten sei. Hohenegg führt dies auf psychologische Gründe zurück.
Durch ständige Todesstrafen versucht die Führung Desertionen und Selbstverstümmelungen, die eine Kampfverletzung vortäuschen sollen, einzudämmen.
Allmählich wird der Bericht Aues immer surrealistischer, Aue scheint Wahnvorstellungen wiederzugeben. Mit einem Zeppelin gelangt er aus Stalingrad, sieht unten seine Schwester nackt in einem Boot, er springt mit einem Fallschirm ab und will verhindern, dass seine Schwester, die ihn aber nicht beachtet, einen hässlichen Zwerg heiraten muss. Außerdem erscheinen Zwillinge. Mit diesen Halluzinationen endet das Kapitel.

### Sarabande

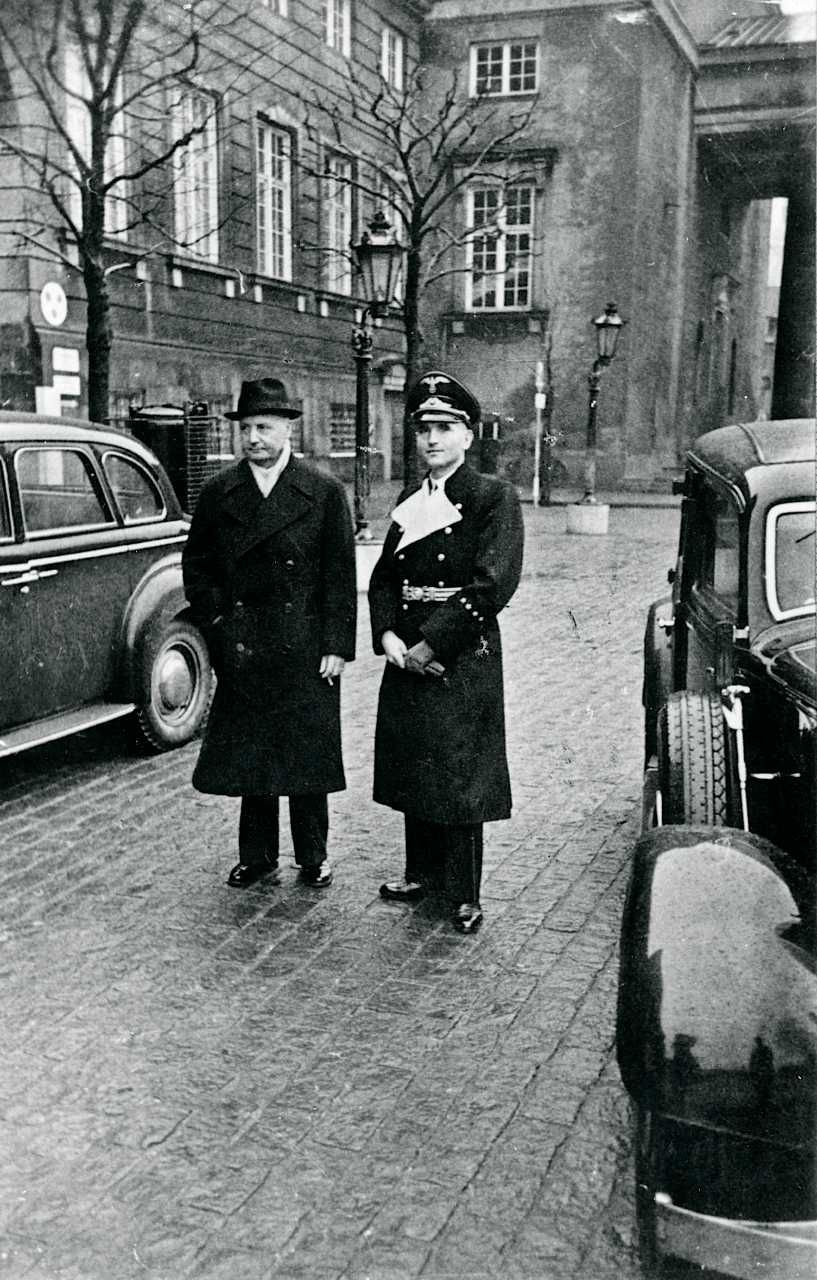
Werner Best (rechts)

Aue erwacht aus seinen Halluzinationen im Lazarett Hohenlychen bei Berlin. Er hat einen Kopfdurchschuss überlebt. Sein Freund Thomas hat in Stalingrad schwer um ihn gekämpft. Mit dem Schild „Verwundeter, nicht transportfähig“ wäre Aue nicht ausgeflogen worden, doch Thomas hat es mit dem Schild eines anderen Soldaten, „der sowieso nicht rausgekommen wäre“, vertauscht, so dass Aue ausgeflogen wurde. Zur Genesung bekommt Aue drei Monate Urlaub.
In Berlin führt Aue zwecks weiterer Tätigkeit Gespräche mit Werner Best, später in Paris mit Helmut Knochen. Schließlich reist er aber in Frankreich zu seiner Mutter und seinem Stiefvater. Aus Hass auf seine französischen Eltern reist er in der schwarzen deutschen SS-Uniform an.
Seine Mutter und sein Stiefvater werden ermordet, während er sich bei ihnen in Antibes aufhält. Aue ist entsetzt, als er die Leichen im Hause findet. Er hat offensichtliche Gedächtnislücken, alle Indizien weisen auf ihn als Täter, was Aue aber nicht wahrhaben kann oder will.

### Menuet (en rondeaux)
Aue hört aus den offiziellen Mitteilungen heraus, dass sich die militärische Lage Deutschlands weiter verschlechtert. Beim Aufstand im Warschauer Ghetto leisten die jüdischen Aufständischen den besten deutschen Truppen wochenlang Widerstand.
Aue, nunmehr für das Reichsministerium des Innern aktiv, begegnet den wichtigsten Vertretern der nationalsozialistischen Bürokratie, Himmler, Eichmann, Höß, und besichtigt Auschwitz. Aue wohnt den Posener Reden Himmlers bei. Er ist sich sicher, dort auch Albert Speer getroffen zu haben, weiß aber nicht mit Sicherheit, ob Speer bei den entscheidenden Stellen dabei war oder, wie er es nach dem Krieg behauptet hat, vorzeitig abreiste.
Die SS ist besorgt, weil BBC und ein New Yorker Sender über die Ermordung der Juden berichten und Namen der Verantwortlichen nennen.

### Air
Aue hält sich zunächst mit einer Bediensteten, dann, nachdem diese vor der Roten Armee flüchtete, ganz allein auf dem verlassenen Gut seiner Schwester und seines Schwagers in Pommern auf. Schwester und Schwager, der Junker von Üxküll, leben inzwischen in der Schweiz. Psychotisch versucht Aue, seine Liebesbeziehung zu seiner Schwester in der Phantasie wiederzubeleben, und verliert sich darüber in sexueller Raserei; dem Weinkeller des Anwesens scheint er eine Flasche nach der anderen zu entnehmen. Er findet in dem Haus verschiedene Schreiben, darunter eines, wonach sein Vater, an dem ihm so viel gelegen hatte, als militärischer Führer bei den Freikorps im Baltikum eine Niete war und auf grausame Weise Zivilisten getötet hat, vergleichbar den Gräueltaten, wie sie inzwischen von der vordringenden russischen Armee gerüchteweise berichtet werden.
Aue scheint die immer näher rückenden sowjetischen Truppen völlig zu vergessen. Die beiden Kriminalpolizisten Clemens und Weser, die hartnäckig den Mordfall seiner Eltern verfolgen, tauchen auf und ziehen wieder ab, ohne Aue, der sich versteckt hält, zu finden. Schließlich holt ihn Thomas mit seinem Fahrer Piontek ab (möglicherweise eine Anspielung auf Heinz Piontek).

### Gigue
Thomas mit dem Fahrer Piontek holt Aue auf seinem Landgut ab und schlägt sich mit diesem auf der Flucht vor der vorrückenden Roten Armee Richtung Berlin durch. Sie erleben Gräueltaten russischer Soldaten an deutschen Zivilisten. Bei einem aufgehängten Bauern, dem die Gedärme heraushängen, findet Aue ein Schild mit russischer Aufschrift: „Du hattest eine Kuh, du hattest Konserven! Was hattest du bei uns zu suchen?“ Sie treffen auf eine Kindergruppe, die sich als die „Heeresgruppe Adam“ ausgibt und jeden Erwachsenen tötet, die Russen als Feinde, die Deutschen als Deserteure. Durch das geistesgegenwärtige Verhalten von Thomas erleidet nur der Fahrer Piontek ein grausames Ende in den Händen der Jugendlichen.
Vor dem Hintergrund des allgemeinen Zusammenbruches verliert Aue seine Mordhemmungen. In einer Kirche erschießt er einen alten Junker, nachdem dieser eine Fuge von Bach gespielt hatte. Dem erschrockenen Thomas erklärt er, dass Deutschland wegen dieser korrupten Junker den Krieg verliere. Zusammen mit der Kindergruppe und zwei anderen versprengten Soldaten der Wehrmacht erreichen sie schließlich einen deutschen Posten.
Zurück in Berlin wird Aue als Verbindungsoffizier beim Oberkommando der Wehrmacht eingesetzt, um über Funkmeldungen zur Lage an der Front Bericht zu erstatten. Im Hotel Adlon trifft er einen rumänischen Diplomaten, mit dem er früher eine Affäre eingegangen war und den er nun wegen seines selbstgefälligen Auftretens brutal in der Toilette ermordet.
Da Aue einer der wenigen in Berlin verbliebenen Offiziere ist, die an der Front gestanden hatten, soll ihm zusammen mit zehn weiteren Offizieren das Deutsche Kreuz in Gold verliehen werden. Bei der Verleihung durch den sichtlich gezeichneten Hitler bemerkt er dessen große, unproportionierte Nase; als Hitler vor ihm steht, bemerkt Aue darüber hinaus seinen starken Mundgeruch und beißt ihm schließlich reflexartig mit voller Kraft in die Nase.
Aue kann fliehen, weil das Polizeifahrzeug von einer russischen Granate getroffen wird und er einen der Polizisten mit einem Pflasterstein erschlägt.
Im U-Bahnschacht zwischen Stadtmitte und Kochstraße wird er wieder von den beiden Kriminalpolizisten Clemens und Weser gestellt. Im U-Bahn-Tunnel tragen sie in allen grausamen Einzelheiten Aue vor, wie gemäß ihrer polizeilichen Rekonstruktion Aue seinen Stiefvater und seine Mutter ermordet hat. Bis auf die entscheidenden Lücken deckt sich ihr Bericht in den Einzelheiten mit dem, was Aue selbst über die Ereignisse berichtet hat.
Nachdem Weser im Kugelhagel im U-Bahnschacht tödlich getroffen wird – die Russen dringen von der Kochstraße her vor –, stellt Clemens Aue im Zoologischen Garten. Im letzten Moment taucht Thomas auf und tötet Clemens. Als Thomas sich über Clemens beugt, um ihn nach Nützlichem zu durchsuchen, nimmt Aue eine Eisenstange und erschlägt Thomas. Aue nimmt Thomas’ französische Papiere an sich und „blieb allein … mit der Zeit und der Traurigkeit und dem Leid der Erinnerung, mit der Grausamkeit meiner Existenz und meines künftigen Todes. Die Wohlgesinnten hatten meine Spur wieder aufgenommen.“

## Die Orestie

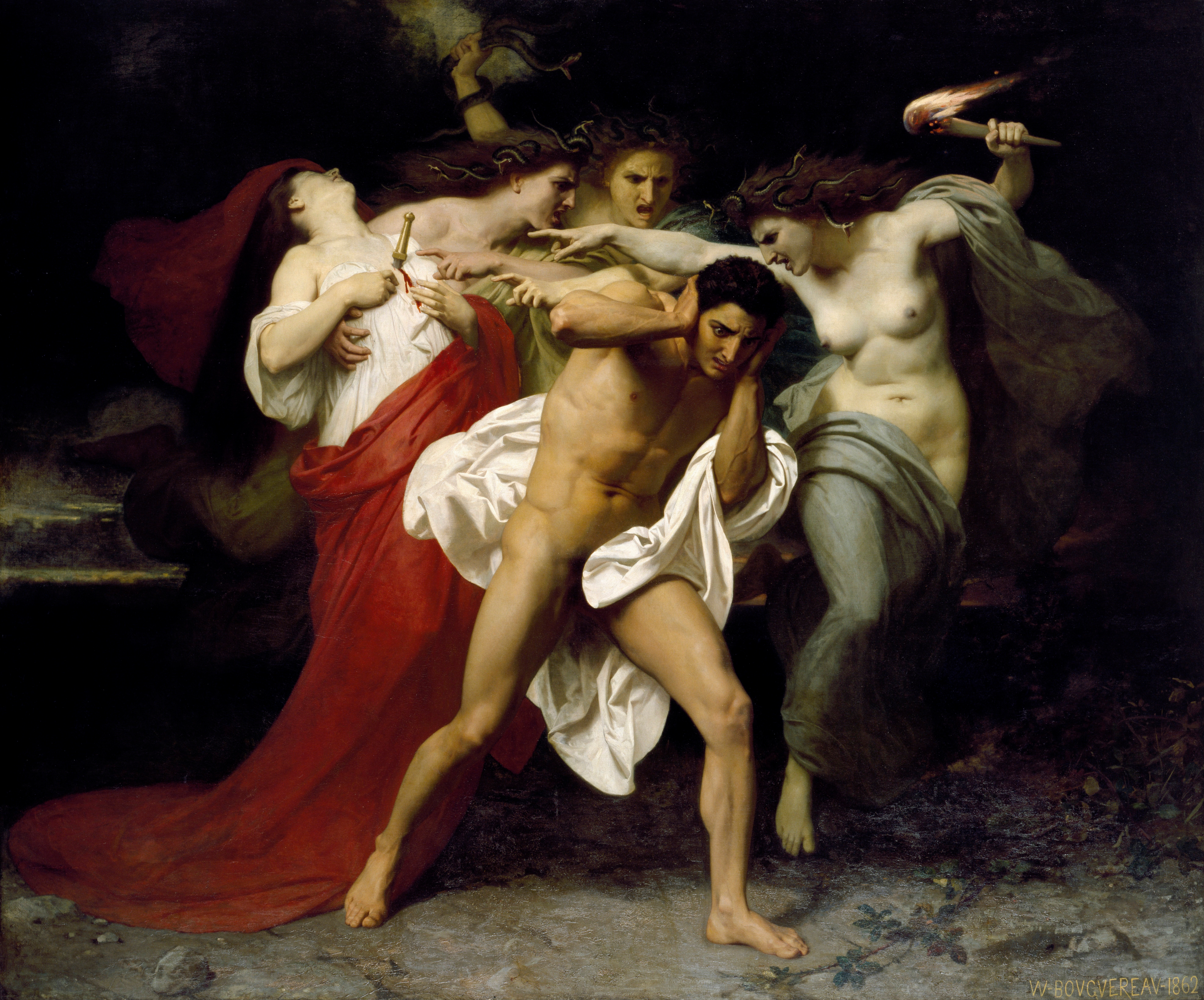
Orestes und die Erinnyen, Gemälde von William-Adolphe Bouguereau (1862).

Die Orestie ist eine Tragödie des Aischylos, die im Hause der Atriden spielt. Orestes, unterstützt von seiner Schwester Elektra, tötet seine Mutter Klytämnestra und deren Geliebten Aigisthos, weil seine Mutter seinen Vater Agamemnon getötet hat, nachdem dieser aus dem Trojanischen Krieg zurückgekehrt war. Vor ihrer Ermordung – Aigisthos ist schon ermordet – beschwört Klytämnestra noch einmal vergebens ihren Sohn Orest, sie nicht zu töten.
Orest wird daraufhin von den griechischen Rachegöttinnen, den Erinyen, verfolgt. Schließlich gelingt es aber Orests Schutzgöttin Athene, die Rachegöttinnen zu besänftigen, so dass diese als Eumeniden, als „Wohlgesinnte“, von ihrer Rachsucht ablassen.
In Littells Roman wird Aue dringend verdächtigt, seine Mutter und seinen Stiefvater Aristide Moreau getötet zu haben. Auch Aues Schwester Una ist zutiefst besorgt, ihr Bruder könnte mit dem Doppelmord etwas zu tun haben. Aue wirft seiner Mutter vor, seinen Vater nach dem Ersten Weltkrieg, dem „großen Krieg“, wie es in dem Roman noch heißt, für tot erklärt zu haben, damit sie sich wieder einen neuen Mann, eben Aristide, zulegen kann. Aristide ist der Vorname eines französischen Politikers der Zwischenkriegszeit Aristide Briand, kann aber auch als Anagramm von Atrides gedeutet werden. Aristide Moreau könnte aber auch eine Anspielung auf die Surrealisten Aristide Maillol und Gustave Moreau sein.
Von nun an wird Aue bis zum Romanende von zwei Kriminalpolizisten Clemens (Clemens, lat. „der Milde“) und Weser verfolgt. Zuletzt schildern sie ihm in den grausigen Einzelheiten, wie ihrer Meinung nach die Ermordung ablief. Demnach habe Aues Mutter ihren Sohn vor ihrer Ermordung – Aristide ist schon ermordet – vergeblich beschworen, sie nicht zu töten.
Schließlich kann Aue den Kriminalpolizisten doch noch entkommen.

## Motiv der „Zwillinge“
Im Roman tauchen laufend Zwillinge auf.
1. Aue hat eine Zwillingsschwester, zu der er als Jugendlicher auch eine inzestuöse Beziehung hatte und auf die er zeitlebens erotisch fixiert ist.
2. Als Schwerverletzter bei Stalingrad hat er einen phantastischen Traum, in dem u. a. seine Schwester und Zwillinge erscheinen.
3. Auf Besuch bei seinen Eltern (Mutter und Stiefvater) trifft er ihm unbekannte Zwillinge an, die zu seiner Schwester, aber auch zu ihm, in einer geheimnisvollen Beziehung zu stehen scheinen.
4. In einer Nebenszene trifft er auf eine Prostituierte, die ihm von ihrer verstorbenen Zwillingsschwester erzählt.
5. Sein bester Freund bei der SS, Thomas Hauser, heißt mit Vornamen „Thomas“, was aramäisch „der Zwilling“ ist. Der Vorname „Thomas“ war damals in Deutschland selten.
6. Schließlich sind sich die drei blonden Walküren, die Dienerinnen der NS-Eminenz Dr. Mandelbrod, zum Verwechseln ähnlich.
7. In seiner Ehe nach dem Zweiten Weltkrieg bekommt Aue wieder Zwillinge, zu seinem Verdruss, ihm wäre ein Einzelkind lieber gewesen.

Im übertragenen Sinne wird in dem Roman gelegentlich über die Identität oder Ähnlichkeit von Deutschen und Juden raisonniert. Eine NS-Größe hat ähnlich wie Alfred Rosenberg, der im Roman hier auch genannt wird, den „jüdisch klingenden“ Namen „Mandelbrod“.
Auch das Motiv des Identitätswechsels (z. B. überlebt Aue Stalingrad, weil Thomas sozusagen die Identitäten Aues und die eines anderen Soldaten austauscht) erscheint verschiedentlich.

## Rezeption und Debatte

### Frankophoner Raum
Die französische Presse und Öffentlichkeit reagierten im Herbst 2006 größtenteils enthusiastisch auf Littells Werk. So sprach ein Kritiker in Le Monde von einem der „eindrucksvollsten Bücher, das je über den Nazismus geschrieben wurde“. Die taz führte ungenannt gebliebene Kritiker an, die Littells Stil mit Tolstoi und Pasternak verglichen und die Ungeheuerlichkeit seiner Erzählung mit Dostojewskis großen Romanen Verbrechen und Strafe und Gebrüder Karamasow gleichsetzten.
Besonders beeindruckt zeigte sich der Schriftsteller und Buchenwald-Überlebende Jorge Semprún: „Ich war wie erschlagen von diesem unglaublichen Buch. Es ist das Ereignis unserer Jahrhunderthälfte. Ich sehe nicht, welches andere Buch in den nächsten Jahrzehnten an seine Wirkung heranreichen könnte.“ Semprún konnte als Jury-Mitglied des Prix Goncourt seine Kollegen von seiner Meinung überzeugen.
Neben kleineren Einwänden, wonach Littells Recherchen nicht exakt genug gewesen seien, war in Frankreich zunächst das Wort des Shoah-Regisseurs Claude Lanzmann zu hören, wonach sich Littell mit den fiktiven Memoiren eines Täters am Nazi-Grauen ergötzen würde. Henker wollten nicht sprechen, auch nicht erinnert werden, sondern verdrängen. Nach einem Treffen mit Littell relativierte Lanzmann seine Aussagen und zeigte sich von der Genauigkeit des Romans beeindruckt: „Alles stimmt. Die Namen der Leute, der Orte“. Und er betonte seine „lyrische Seite. Die Kritiker haben den Roman nicht zu Unrecht gelobt. Littell hat die Auszeichnungen, die er erhielt, verdient.“
Eine völlige Ablehnung erfuhr das Buch durch den kanadischen Literaturprofessor Guy Laflèche von der Universität Montréal. Er zitiert eine Aussage von Claude Lanzmann aus dem Jahr 1985 La fiction est la transgression la plus grave dans une histoire pareille (etwa: „Bei einer solchen Geschichte [wie dem Völkermord an den Juden] ist ein fiktiver Roman der schwerstmögliche Verstoß“). Leider habe Claude Lanzmann diese Erkenntnis vergessen und sich von Littell zu einem „Dialog“ verleiten lassen.

### Deutschsprachiger Raum
Auch in Deutschland entwickelte sich schnell eine lebhafte Debatte, die vor allem durch die Initiative vom FAZ-Herausgeber Frank Schirrmacher vorangetrieben wurde. Dieser dominierte zum Missfallen einiger Publizisten vom 2. bis zum 23. Februar 2008 die Debatte neben einem Teil-Vorabdruck mit einem sogenannten »Reading Room« (später: »Lesesaal«), einem Diskussionsforum auf der FAZ-Website, in dem namhafte Holocaust-Forscher den Lesern auf Wunsch mit Antworten zur Verfügung standen. Während sich die Geschichtswissenschaftler auffallend zurückhielten, meinte dort etwa der Literaturwissenschaftler Helmuth Kiesel, er kenne kein vergleichbares Werk in der internationalen Holocaust-Literatur.
Der Literaturkritiker Gregor Dotzauer stellte fest, dass das Grauen des Nationalsozialismus aus der Täterperspektive auch schon von Primo Levi in seinen Auschwitzberichten und Essays geschildert worden sei, und auch in der 1971 in den USA und 1977 in Deutschland erschienenen Groteske Der Nazi & der Friseur des deutsch-jüdischen Schriftstellers Edgar Hilsenrath werde der Holocaust aus der Täterperspektive beschrieben. Klaus Theweleit vertrat in der FAS die Auffassung, dass die professionelle Literaturkritik dem Buch nicht gerecht werden könne, weil sie der Opferperspektive verhaftet bleibe. In derselben Zeitung schilderte Volker Weidermann seine Leseerfahrung: „Man vertraut sich mit der Zeit dem Erzähler an. Alles scheint wahr zu sein, was er schreibt. Am Anfang nimmt man das so hin und ist ganz mit Abwehrarbeit beschäftigt. Irgendwann aber ist man erschüttert von der Gegenwärtigkeit des Erzählten.“
Die deutsche Wochenzeitung Die Zeit konterte am 14. Februar 2008 diese publizistische Unterstützung der FAZ mit einem ausführlichen Rezensionsteil, in dem unter anderem die Literaturkritikerin Iris Radisch („Öde, hochtrabend und floskelhaft“), der Holocaustforscher Harald Welzer („pure Affirmation des Grauens“) und der Publizist Klaus Harpprecht sich gegen den Roman wandten. Harpprecht später in der FAZ: „Seine Kunstfigur Dr. Max Aue – es fand sich in Wirklichkeit in der SS kein Intellektueller von solch krimineller Energie und kein Mörder von solcher Kultiviertheit (es konnte sie nicht geben) – …“ Im ZDF meinte Harpprecht weiterhin: „Das Buch selber, wenn Sie nach der Qualität fragen, ist auf der einen Seite genial wegen seines Grundeinfalls, zum anderen ist es eine Schlammlawine von Kitsch – es ist genial und es ist der letzte Dreck.“
Peter Schöttler, Historiker am CNRS in Paris und an der FU Berlin äußerte: „Hier wird dauernd geballert, geschossen und gemordet, es spritzt das Blut und das Sperma und die Gehirnmasse – über Seiten hinweg. Offensichtlich hat der Autor da ein gewisses Vergnügen.“ Der Schriftsteller Georg Klein sieht in seiner Rezension die Mängel in einer „konventionellen Schilderung der Massaker, in der säuberlichen Ausmalung ihrer Umstände und nicht zuletzt im psychologischen und moralischen Räsonnement“, das dem Bösen die Glaubwürdigkeit nehme. Thomas Steinfeld kritisierte in der Süddeutschen Zeitung vom 22. Februar 2008 den Roman als „pornographisches Werk“ und „monströses Buch“.
Auch von jüdischer Seite wurde Kritik geäußert. So meinte Micha Brumlik, es handele sich „bei Littells „Roman“ literaturwissenschaftlich präzise um einen Müllhaufen aus Pornographie, seiner Thematik nicht entsprechendem Erzählstil, angelesener Zeitgeschichte und nicht zu Ende gedachten moralphilosophischen Bruchstücken.“ Michel Friedman warnte davor, das Judentum des Autors in den Vordergrund zu stellen, und hielt Littells Roman für „überschätzt und gefährlich“ zugleich.
Der Literaturwissenschaftler Martin von Koppenfels stellt den Roman in die literarische Tradition der infamen Ich-Erzählung und analysiert die psychologischen Mechanismen, die solche Tätererzählungen im Spiel mit der Leserschaft aktivieren. Sein ausführliches Essay über „den Fall Littell, die Leser und die Täter“ legt den Fokus auf die Rolle der deutschen Sprache in einem literarischen Spiel aus Vereinnahmung und Abstoßung.

### Israel
Einem „update“ der Frankfurter Allgemeinen Zeitung zufolge würde sich das Buch in Israel langsam auf den Bestsellerlisten „nach oben arbeiten“. Der Historiker Moshe Zimmermann bezeichnete das Buch als grundfalsch, da der SS-Mann Aue zu wenig ideologisch geprägt sei, was dem Stand der Forschung widerspreche. Außerdem habe diese Tätergruppe in Wirklichkeit über ihre Verbrechen geschwiegen. Die Literaturkritikerin Ariana Melamed hielt es für amoralisch, über den Holocaust fiktiv zu schreiben. In Haaretz riet Omri Herzog, das Buch als Ergänzung zum bisherigen israelischen Geschichtsbild zu lesen. Die Historikerin Nili Keren lobte, dass Littell mit seinem Buch das Tabu einer Auseinandersetzung mit der Psyche der Täter gebrochen habe.

### Italien
Der Literaturkritiker Bruno Brindisi bezeichnete den Roman 2008 als gehobenen Landserroman, dem letztlich jegliche Existenzberechtigung abgeht.

## Ausgaben
- Die Wohlgesinnten. Übersetzt von Hainer Kober. Berlin Verlag 2008, ISBN 978-3-8270-0738-4. Ab Sept. 2008 weitere Ausgaben bei der Büchergilde Gutenberg mit Leinen-Cover und bei Der Club mit kartoniertem Cover. Auch in 2 Bänden verlegt. Eine Taschenbuchausgabe erschien im September 2009 beim Berliner Taschenbuch-Verlag (ISBN 978-3-8333-0628-0).
- Die Wohlgesinnten. Marginalienband ebd. ISBN 978-3-8270-0789-6 (enthält: einen langen und einen kurzen Brief des Autors an seine Übersetzer; Claude Lanzmann im Gespr. mit Jürg Altwegg; der Autor im Gespr. mit Pierre Nora; Florence Mercier-Leca: Die „Wohlgesinnten“ und die griechische Tragöde. Eine makabre Wiederaufnahme der Orestie; Judith N. Klein: Das „Wesen des großen Wahnsinns“ begreifen? Und mehrere Organigramme, von Littell verf., über die Struktur der SS u. ä.)

Französische Ausgabe
- Les Bienveillantes. Édition revue par l’auteur (vom Autor durchgesehene Ausgabe, es gab wohl eine vorherige, auf deren offensichtliche Fehler – z. B. „Kommissarbrot“ – sich einige Kritiken beziehen.[42]) Gallimard 2006. ISBN 978-2-07-035089-6.

## Interviews

### In deutscher Übersetzung
- Jonathan Littell und Pierre Nora: „Gespräch über die Geschichte und den Roman“. In: le débat, no 144, 28. November 2007 (dt. Printversion im Marginalienband)
- Jonathan Littell im Gespräch mit Samuel Blumenfeld: „Es wird einige Zeit dauern, bis dieser Erfolg sich erklären lässt“. In: Le Monde des Livres, 17. November 2006
- Jonathan Littell im Gespräch mit Jesus Ruiz Mantilla: „Die Kultur schützt uns vor nichts“. In: El País, 27. Oktober 2007 Ebenfalls auf diesen Seiten: Ohne die Literatur stirbt die Erinnerung. Jürg Altwegg im Gespräch mit Claude Lanzmann über das Buch, aus der FAZ

### Interviews in Englisch
- The executioner’s song. In: Haaretz, 30. Mai 2008, Stand: 5. Juni 2008

## Rezensionen
chronologische Folge
- Florence Mercier-Leca: Die Wohlgesinnten und die griechische Tragödie. Eine makabre Wiederaufnahme der Orestie des Aischylos. Berlin Verlag.
- Jürg Altwegg: Leute, jeder ist ein Deutscher. In: Frankfurter Allgemeine Zeitung, 11. September 2006.
- Michael Mönninger: Die Banalisierung des Bösen. In: Die Zeit, 21. September 2006, Nr. 39.
- Sylvain Bourmeau: Das Monsterbuch aus Paris. In: Frankfurter Allgemeine Sonntagszeitung, 15. Oktober 2006, Nr. 41, S. 28.
- Peter Schöttler: Ripley im Land der Shoah. In: Tagesspiegel, 29. Oktober 2006. Einige der in dieser – zunächst in Le Monde erschienenen – Rezension angemerkten Ungenauigkeiten (wie „Kommissarbrot“ statt „Kommissbrot“ usw.) scheint Littell in den aktuellen französischen und deutschen Ausgaben diskret korrigiert zu haben.
- Mit den Augen eines SS-Offiziers. Kurzkritik auf Spiegel Online, 6. November 2006.
- Romain Leick: Giftige Blume des Bösen. In: Der Spiegel. Nr. 46, 2006 (online).
- Stefan Zweifel: «Jeder ist ein Deutscher» (Memento vom 13. Februar 2008 im Internet Archive) In: Das Magazin, Nr. 6, 9. Februar 2007, S. 34–37.
- Georg Klein: Die Bosheit der Toten. In: Süddeutsche Zeitung, 16. Februar 2008.
- Gregor Dotzauer: Die Stimmung war nicht immer fröhlich. In: Tagesspiegel, 16. Februar 2008.
- Thomas Steinfeld: Ein schlauer Pornograph. In: Süddeutsche Zeitung, 22. Februar 2008.
- Burkhard Scherer: Rauchverbot in Stalingrad. In: Berliner Zeitung, 22. Februar 2008.
- Dirk Knipphals: SS-Skandalroman „Die Wohlgesinnten“: Nazi-Charakter ohne Zentrum (Memento vom 30. Dezember 2008 im Internet Archive) In: taz, 22. Februar 2008.
- Jürgen Ritte: Holocaust als Kolportage. In: Neue Zürcher Zeitung, 23. Februar 2008.
- Andrea Kachelriess: Der Mann, der sich nicht mehr in den Wald traut. In: Stuttgarter Nachrichten, 23. Februar 2008 (siehe auch: dies., ebenda, 8. Februar 2008, hier unter Anmerkung 20).
- Otto Paalz: Littells „Wohlgesinnte“ bleiben Erinnyen, nur freilich zahnlos. Auf: stattweb.de, 1. Juni 2008.
- Jordan Mejias: Littells „Wohlgesinnte“ in Amerika. Genial, pervers, grandios gescheitert. In: FAZ, 27. Februar 2009.
- Dieter Simon: „Eine Lese-Erregung“, myops Nr. 7 (2009), S. 71–76.